# Кураг
Кураг (рос. Кураг) — село Агульського району, Дагестану Росії. Входить до складу муніципального утворення Сільрада Куразька.
Населення — 421 (2010).

## Історія
Утворилося воно злиттям аулів Цула, КІулардж, Духье, УьрцІалар і власне Кураг.
До нашестя Надір-шаха в селі було понад 700 дворів. Село було багатим та з сильним військом. Мешканці Курагу довго чинили опір шаху, за що й були вщент розгромлені. В живих з чоловіків залишилося 3 особи які й поклали початок тром тухумам, які є і нині в селі.
У 1926 році село належало до Кюрінського району.

## Населення
За даними перепису населення 2002 року в селі мешкало 449 осіб. В тому числі 232 (51.67 %) чоловіків та 217 (48.32 %) жінок.
Переважна більшість мешканців — агульці (100 % від усіх мешканців). У селі переважає агульська мова.
У 1926 році в селі проживало 352 осіб.